# Proichthydiidae
Famille
Les Proichthydiidae sont une famille de gastrotriches.

## Liste des genres
Selon World Register of Marine Species (22 juin 2025) :
- Proichthydioides Sudzuki, 1971
- Proichthydium Cordero, 1918

## Systématique
Cette famille a été décrite en 1927 par Remane.

## Publication originale
- (de) Remane, « Beiträge zur Systematik der Süßwassergastrotrichen », Zoologische Jahrbücher Abteilung für Systematik, Geographie und Biologie der Tiere, 1927, vol. 53, p. 269-320.